# Grand Prix van Frankrijk 1946
De Grand Prix van Frankrijk 1946 met als officiële naam "I Coupe René le Bègue" was een autorace gehouden op een stratencircuit in Saint-Cloud nabij Parijs, Frankrijk op 9 juni 1946.

## Uitslag
| Pos | Nr | Rijder                                     | Team                           | Auto             | Ronden | Tijd/Opgave     | Startplaats |
| --- | -- | ------------------------------------------ | ------------------------------ | ---------------- | ------ | --------------- | ----------- |
| 1   | 3  | Raymond Sommer                             | Scuderia Milano                | Maserati 4CL     | 30     | 1:38:42.0       | 1           |
| 2   | 6  | Louis Chiron                               | Automobiles Talbot Darracq     | Talbot-Lago T26  | 30     | +17.6           | 5           |
| 3   | 11 | Robert Mazaud                              | Ecurie Franco-Americaine       | Maserati 4CL     | 29     | +1 ronde        | 6           |
| 4   | 5  | Italië Arialdo Ruggeri                     | Scuderia Milano                | Maserati 4CL     | 29     | +1 ronde        | 13          |
| 5   | 21 | Thomas Mathieson                           | Private entry                  | Maserati 8C      | 28     | +2 rondes       | 9           |
| 6   | 24 | Yves Giraud Cabantous Eugène Chaboud       | Ecurie France                  | Delahaye 135S    | 28     | +2 rondes       | 10 8        |
| 7   | 8  | Georges Grignard                           | Ecurie France                  | Delahaye 135S    | 27     | +3 rondes       | 15          |
| 8   | 18 | Eric Verkade                               | Ecurie Blanche et Noir         | Alfa Romeo 8C    | 27     | +3 rondes       | 17          |
| 9   | 9  | Henri Trillaud                             | Ecurie France                  | Delahaye 135S    | 27     | +3 rondes       | 19          |
| 10  | 14 | Italië Discoride Lanza Maurice Trintignant | Ecurie Tricolore               | Maserati 4CL     | 26     | +4 rondes       | 14          |
| 11  | 23 | Charles Pozzi                              | Ecurie France                  | Delahaye 135S    | 26     | +4 rondes       | 18          |
| DNF | 1  | Jean-Pierre Wimille                        | Alfa Corse                     | Alfa Romeo 158   | 19     | Versnellingsbak | 2           |
| DNF | 2  | Italië Giuseppe Farina                     | Alfa Corse                     | Alfa Romeo 158   | 15     | Versnellingsbak | 3           |
| DNF | 15 | Henri Louveau                              | Scuderia Automovilistica Milan | Maserati 4CL     | 14     | Schokbreker     | 7           |
| DNF | 4  | Italië Tazio Nuvolari                      | Scuderia Milano                | Maserati         | 14     | Motor           | 4           |
| DNF | 7  | Eugène Chaboud                             | Ecurie France                  | Delahaye V12     | 10     | Zuiger          | 8           |
| DNF | 17 | "Raph"                                     | Ecurie Naphtra Course          | Maserati 6CM     |        |                 | 11          |
| DNF | 10 | Paul Friderich                             | Ecurie Blanche et Noir         | Delahaye 155     |        |                 | 20          |
| DNF | 20 | Italië Enrico Platé                        | Ecurie Autosport               | Maserati 4CL     | 8      |                 | 16          |
| DNF | 12 | Verenigde Staten Harry Schell              | Ecurie Franco-Americaine       | Maserati 6CM     | 6      | Versnellingsbak | 12          |
| DNF | 28 | Eugène Martin                              | Private entry                  | Salmson          | 3      | Compressor      | 22          |
| DNF | 19 | Victor-Henri Serve                         | Private entry                  | Bugatti Type 35B | 1      | Dynamo          | 21          |
| DNS | 26 | Jean Lucas                                 | Ecurie Blanche et Noir         | Alfa Romeo 8C    |        |                 |             |

Dit artikel of een eerdere versie ervan is een (gedeeltelijke) vertaling van het artikel 1946_René_le_Bègue_Cup op de Engelstalige Wikipedia, dat onder de licentie Creative Commons Naamsvermelding/Gelijk delen valt. Zie de bewerkingsgeschiedenis aldaar.
1894 · 1906 · 1907 · 1908 · 1912 · 1913 · 1914 · 1921 · 1922 · 1923 · 1924 · 1925 · 1926 · 1927 · 1928 · 1929 · 1930 · 1931 · 1932 · 1933 · 1934 · 1935 · 1936 · 1937 · 1938 · 1939 · 1946 · 1947 · 1948 · 1949 · 1950 · 1951 · 1952 · 1953 · 1954 · 1956 · 1957 · 1958 · 1959 · 1960 · 1961 · 1962 · 1963 · 1964 · 1965 · 1966 · 1967 · 1968 · 1969 · 1970 · 1971 · 1972 · 1973 · 1974 · 1975 · 1976 · 1977 · 1978 · 1979 · 1980 · 1981 · 1982 · 1983 · 1984 · 1985 · 1986 · 1987 · 1988 · 1989 · 1990 · 1991 · 1992 · 1993 · 1994 · 1995 · 1996 · 1997 · 1998 · 1999 · 2000 · 2001 · 2002 · 2003 · 2004 · 2005 · 2006 · 2007 · 2008 · 2018 · 2019 · 2021 · 2022